# Sopdet
Sopdet (Sopd, Sopdu, Sothis) je u egipatskoj mitologiji božica s morskom zvijezdom na glavi. Naslov joj je "donositeljica nove godine i poplave Nila". 

## Opis
Sopdet u sebi utjelovljuje zvijezdu Sothis, koju su Grci zvali Sirius. Sirius je najsjajnija zvijezda noćnog neba. Kad se Sirius pojavi na nebu, dolazilo bi do poplava Nila. Tako je Sopdet i nilsko božanstvo, uz Hapyja, Sobeka, Satis i Anuket. Smatralo se da je zvijezda Sirius zapravo Sopdet pretvorena u zvijezdu. Ona je rodila Veneru, planet koji vrlo lijepo svijetli na nebu, a Egipćani su ga smatrali zvijezdom, te božicu topline Sopdu, čije se ime veže uz Sopdetino. Zviježđe Orion je bilo slično Horusu ili Ozirisu, pa se smatralo da je Orion Sopdetin muž. Sopdet je Ozirisova kćer, Anubisova i Horusova sestra. Ponekad je prikazivana kao krava koja između rogova ima zvijezdu, a u doba Rimljana je povezana s Anubisom, pa je postala muški aspekt. U Srednjem kraljevstvu je povezana s Izidom. Također, božica je egipatske Nove godine i plodnosti koju donosi Nil egipatskoj zemlji. Za razliku od nekih drugih božanstava, ona je personifikacija zvijezde. Božica Seshat ima simbol koji također podsjeća na zvijezdu.

## Vanjske poveznice
|  | Zajednički poslužitelj ima još gradiva o temi Sopdet |